# Fromager d'Affinois
Fromager d'Affinois pronunciado /fʁɔmaʒe dafinwa/  es un queso blando francés doble-crema de leche de vaca. Es producido por la compañía Fromagerie Guilloteau de Francia.
Fromager d'Affinois es similar al queso Brie o Camembert en términos de producción, aspecto, y sabor. A diferencia del Brie, antes de que empiece el proceso de formación del queso, la leche de vaca pasa por un proceso llamado ultrafiltración. La ultrafiltración saca el agua de la leche pasteurizada, concentrando todos los demás componentes.  Un efecto de este proceso es que acelera el proceso de formación del queso. Mientras que Brie clásico toma ocho semanas para hacer, Fromager d'Affinois puede ser hecho en dos semanas. La ultrafiltración también produce una leche que retiene más nutrientes y proteínas, y el queso tiene un relativamente alto contenido de grasa de 60%.
El queso está hecho en ruedas de 4.4 libras [2.0 kilogramos], y tiene una textura interior blanda con una corteza blanca comestible en el exterior.